# At Berkeley
Pour plus de détails, voir Fiche technique et Distribution.
At Berkeley est un film documentaire américain réalisé par Frederick Wiseman, sorti en 2013. Présenté hors compétition à la Mostra de Venise 2013, il est consacré à l'université de Berkeley en Californie.

## Synopsis
At Berkeley résulte d'une immersion de plusieurs mois de Frederick Wiseman au sein de l'université de Berkeley. Cette institution prestigieuse a la particularité d'être publique, ce qui la distingue d'établissements privés comme Harvard et rend son fonctionnement plus contraignant. 
Le film nous présente différents aspects de la vie de l'université, caractérisée par un souci constant de l'administration et des enseignants d'apporter aux étudiants une éducation de qualité et ouverte sur le monde. À cette exigence pédagogique s'ajoute une responsabilité publique vis-à-vis de l'État américain et des contraintes budgétaires plus restrictives que dans d'autres établissements d'enseignement supérieur américains. 
En complément d'extraits de cours de l'université, une part du film est également réservée à l'analyse des problématiques auxquelles est confrontée l'université de Berkeley (volonté de conserver un grand nombre de bourse en faveur d'étudiants issus d'un milieu défavorisé, étude des compensations à envisager afin de conserver les enseignants prestigieux pourtant moins bien rémunérés que dans le privé...).
Parmi les extraits de cours, on pourra notamment noter :
- [8 min - 28 min] : débat sur le sens et l'accessibilité des études, l'utilisation future par les élèves des connaissances apprises à Berkeley pour lutter contre la pauvreté et les inégalités. Divers champs d'action sont évoqués, parmi lesquels le fonds Acumen, le capitalisme philanthropique, le volontariat, les formations juridiques.
- [52 min - 58 min] : conférence portant sur notre compréhension et notre perception du temps. Évocation de l'appréhension du temps par la théorie du rythme cérébral et plus particulièrement des ondes gamma, de la représentation d'espace-temps, du livre Une brève histoire du temps de Stephen Hawking qui théorise la création du temps.
- [1 h 18 min - 1 h 25 min] : cours de littérature portant sur l'analyse d'un extrait de Walden ou la Vie dans les bois, d'Henry David Thoreau. Cet extrait permet d'appréhender la théorie transcendantaliste et d'aborder avec les élèves des notions d'écologie et de respect de la nature.

## Fiche technique
- Titre français : At Berkeley
- Réalisation : Frederick Wiseman
- Pays de production :  États-Unis
- Format : Couleurs - 35 mm - 1,78:1
- Genre : documentaire
- Durée : 244 minutes
- Dates de sortie :
  - Italie : 2 septembre 2013 (Mostra de Venise 2013)
  - France : 26 février 2014